# Jürgen von Manger

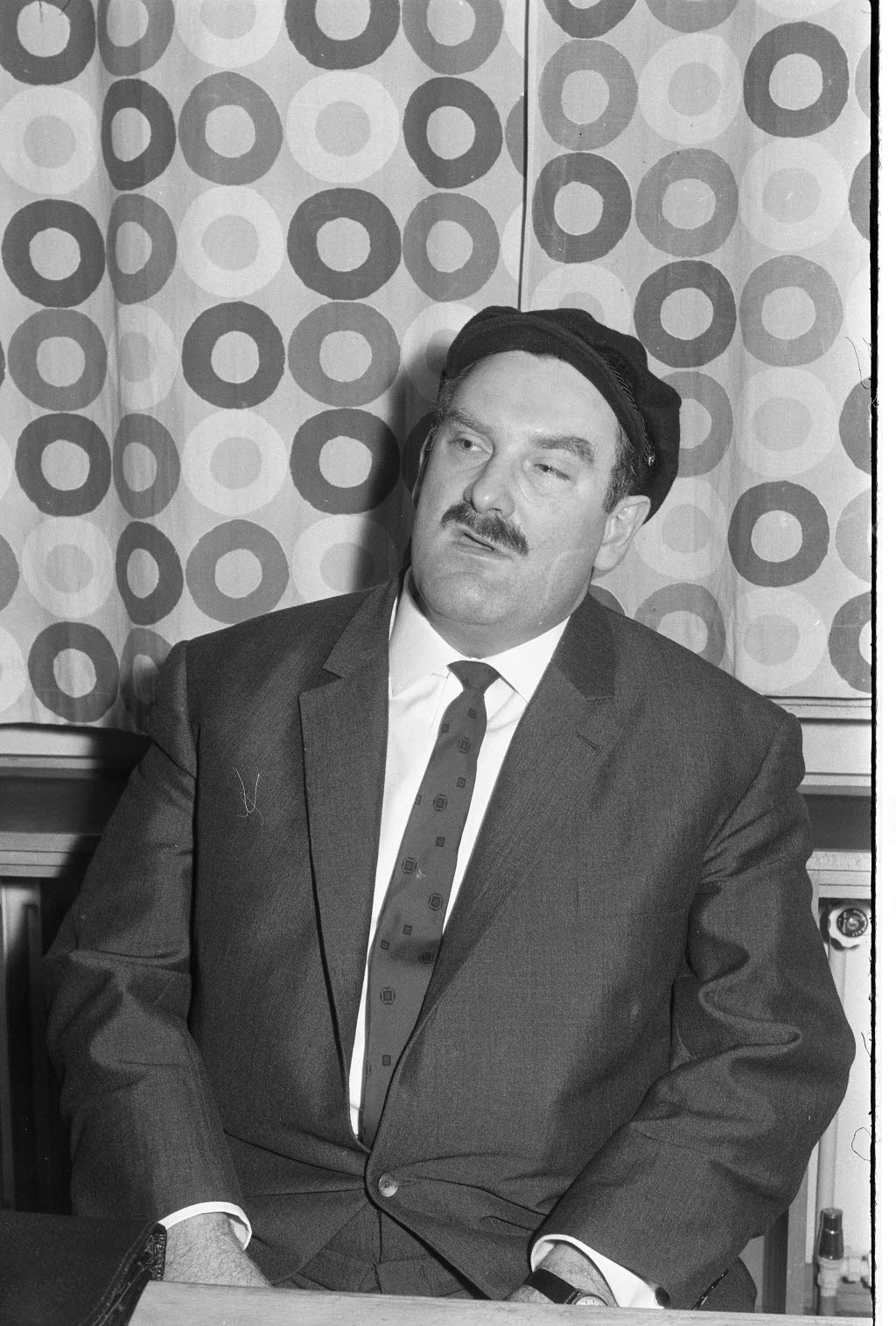
Jürgen von Manger en 1964

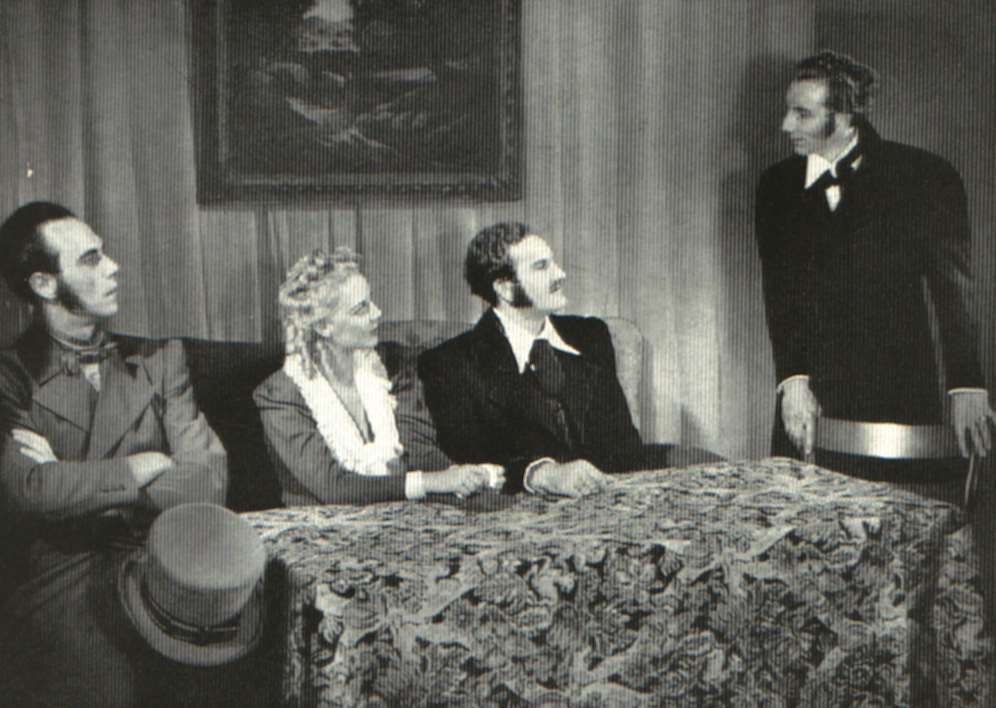
De izq. a der.: Götz Olaf Rausch, Irene Dodel, Jürgen von Manger y Sylvester Schmidt en 1949

Jürgen von Manger-Koenig (Coblenza, República de Weimar; 6 de marzo de 1923-Herne, Alemania; 15 de marzo de 1994) fue un actor, humorista y artista de cabaret alemán.

## Biografía
Su nombre completo era Hans Jürgen Julius Emil Fritz Koenig, y nació en Coblenza, Alemania, siendo el segundo de los tres hijos del fiscal Fritz Koenig y su esposa, Antonia von Manger. Su hermano mayor era el médico y político Ludwig von Manger-Koenig.
Con diez años llegó a Hagen, donde su padre tenía trabajo en el tribunal local. Jürgen von Manger completó su educación secundaria (título Abitur) en el Albrecht-Dürer-Gymnasium. Inició su carrera de actor, ya finalizada la Segunda Guerra Mundial, en el Teatro de Hagen, actuando más adelante en Bochum y Gelsenkirchen. Durante 17 años hizo papeles cómicos de carácter en el Schauspielhaus de Bochum (desde el verano de 1947) y en el de Gelsenkirchen (desde otoño de 1950). Además, entre 1954 y 1958 cumplió estudios de derecho y ciencias políticas en la Universidad de Colonia y en la de Münster, aunque sin llegar a obtener titulación, a la vez que completaba su formación en canto e interpretación.
Von Manger desarrolló números de cabaret en solitario, principalmente sobre el personaje del burgués Adolf Tegtmeier, ideado originalmente para la radio, pero que llegó a grabar en discos de gran éxito, obteniendo con dos de ellos un disco de oro, y en programas de televisión.
Mientras tanto, continuaba trabajan do para el teatro. Así, bajo la dirección de Helmut Käutner actuó en 1964 en la Deutsche Oper am Rhein en la representación de la opereta El murciélago.

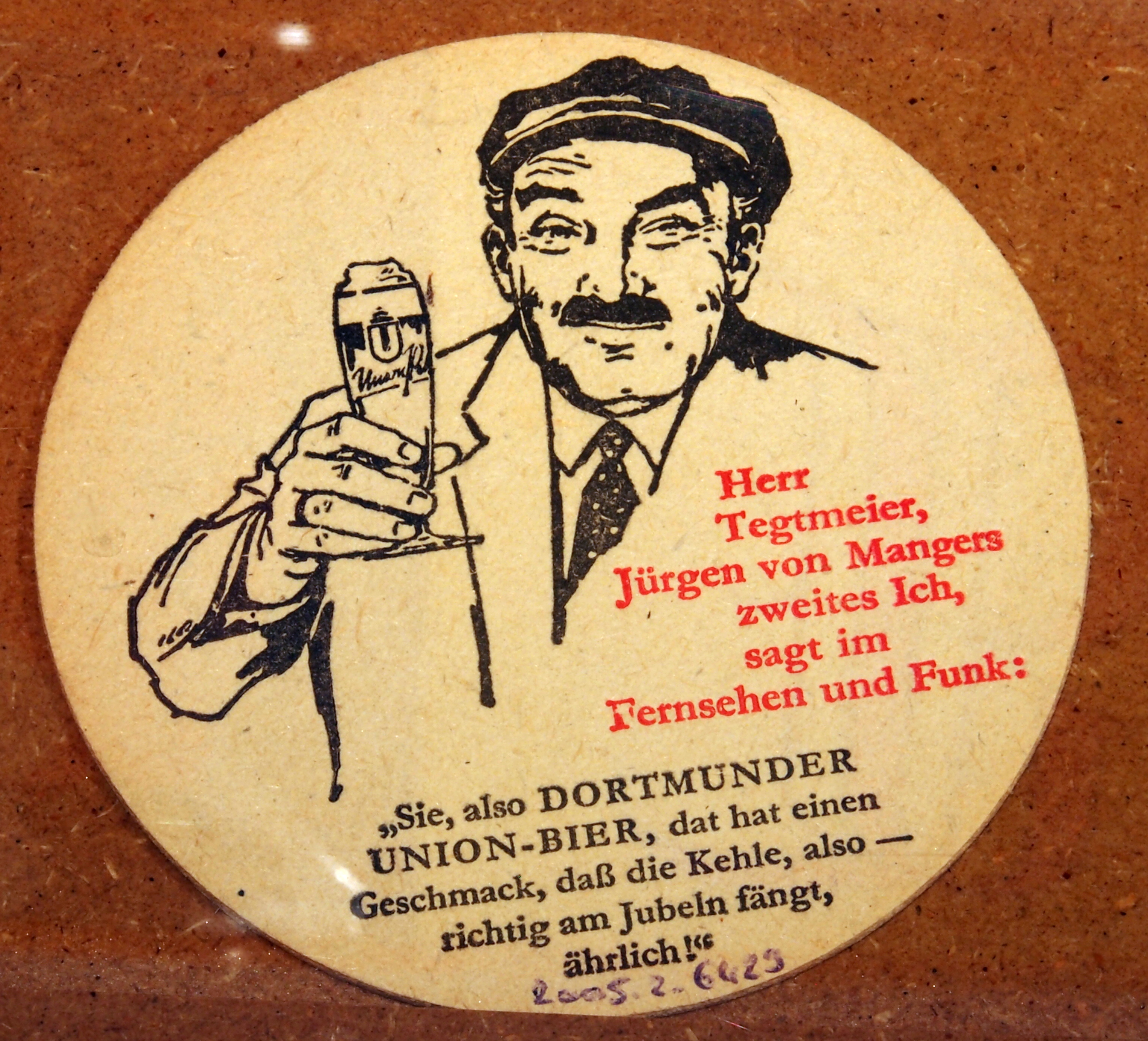
Jürgen von Manger como personaje publicitario

Von Manger tuvo un gran éxito televisivo con la serie Tegtmeiers Reisen, emitida entre el 14 de julio de 1972 y el 3 de julio de 1980 por la ZDF. Además de a su personaje clásico, encarnaba al Profesor Tegtmeier, actuación que acompañaba de una personal expresión facial que se convirtió en una de sus características como actor. 
En 1966, bajo el título de Bleibense Mensch, publicó en libro algunos de los relatos de Tegtmeier de mayor éxito, con ilustraciones del caricaturista Hanns Erich Köhler y epílogo del filósofo e historiador del arte Heinrich Lützeler. En 2013 Joachim Wittkowski publicó el libro Der Abschied und andere Stückskes aus dem Nachlass, el cual contenía textos inéditos de Manger procedentes de los fondos del Archivo Alemán del Cabaret, en Maguncia.
Jürgen von Manger trabajó también como actor de voz en varias producciones radiofónicas de la Westdeutscher Rundfunk, entre ellas una adaptación de la obra de J. R. R. Tolkien El hobbit en 1980, y grabó varios discos, en formato LP, single y CD.
Sufrió un accidente cerebrovascular en 1985, se vio afectada su capacidad de hablar, no pudiendo volver a ejercer su profesión. Jürgen von Manger falleció en Herne, Alemania, en 1994, a los 71 años de edad. Fue enterrado en el Cementerio de Hagen-Delstern. Desde 1952 había estado casado con la fotógrafa Ruth Stanszus.

## Premios

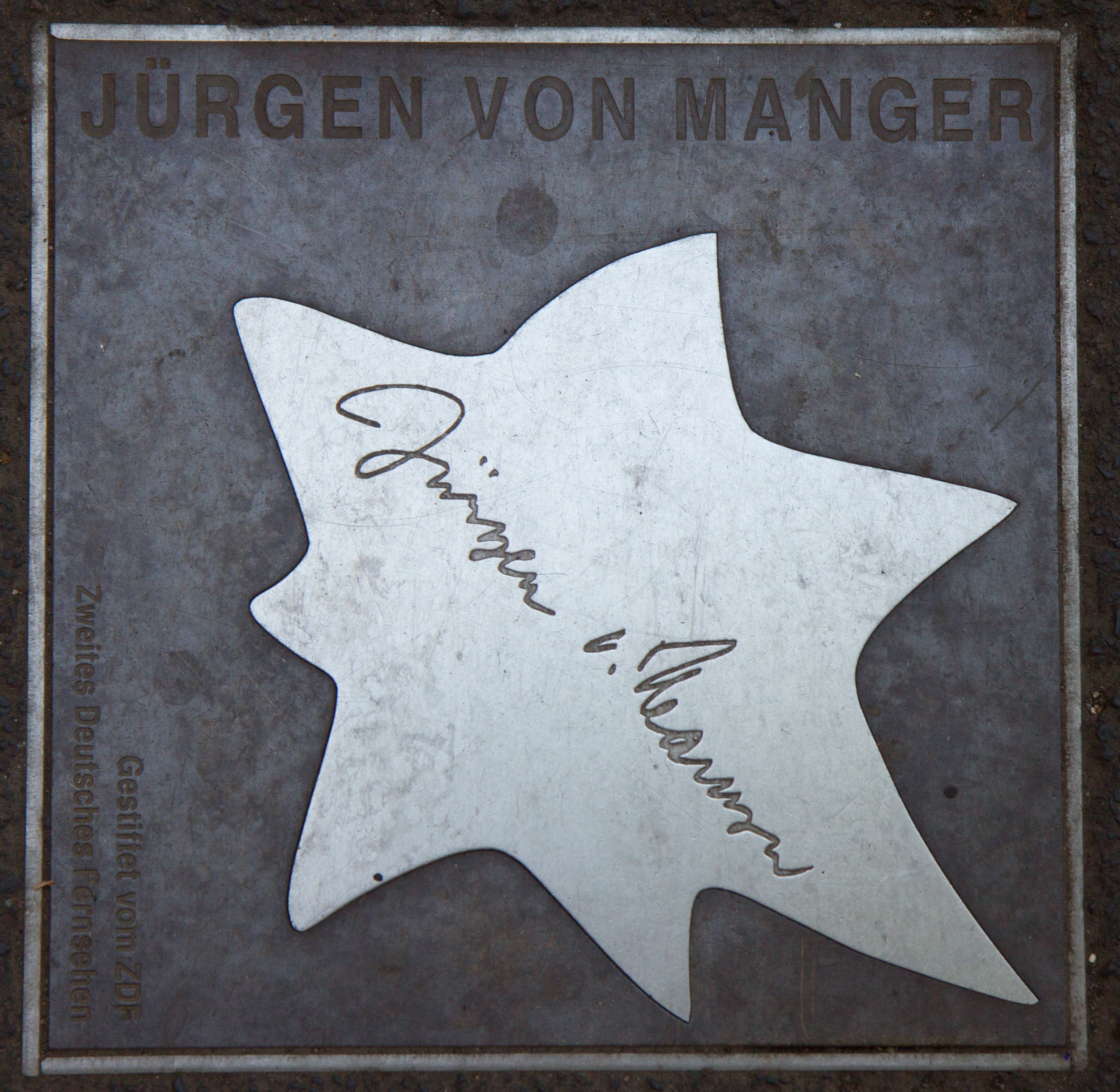
Paseo de la Fama del Cabaret

En 1987 recibió la Gran Cruz del Mérito de la Orden del Mérito de la República Federal de Alemania, y en 1990 la Orden del Mérito del Estado de Renania del Norte-Westfalia. Además, se le concedió una estrella en el Paseo de la Fama del Cabaret.

## Discografía

### LPs y Singles
- Stegreifgeschichten (disco de oro)
- Stegreifgeschichten. Neue Folge
- Stegreifgeschichten. Neueste Folge
- Jürgen von Manger
- Spanien inklusive
- Mensch bleiben …!
- Meine Rübe, deine Rübe
- Cowboys mit Spinat
- Also ääährlich – Tegtmeiers schönste Stückskes
- Tegtmeier, angenehm!
- Das Richtfest
- Der Wurm in der Seele
- Die Hausapotheke
- Was die Sterne so prophezeien
- Jürgen von Manger als Zeitungsleser Adolf Tegtmeier
- Jürgen von Manger als Entwicklungsmuffel
- Die schwache Stunde / Zur Scheidung ungeeignet
- Die Fahrschulprüfung
- Der Schwiegermuttermörder
- Der Lampengeist
- Neues von Tegtmeier
- Tegtmeiers Knüller
- Schwein kann man nicht genug haben
- Der Unteroffiziers-Unterricht / Der Troubadour
- Der Abschied / Wissen ist Macht
- Die Fahrschulprüfung
- Als Entwicklungshelfer
- Wer heute spart, lebt morgen besser
- Tegtmeier spricht mit „Herr bug“
- Das Wunder der Liebe / Der Sieg des Hosenbodens
- Geldautomat
- Bottroper Bier / Der Bettler und sein Hund
- Dat bisken Frühschicht … / De kleine Kneipe
- Tegtmeier für Millionen
- Von Glücklichen Kühen … / Feines Benehmen
- Der Kleinaktionär / Die Vermögensbildung
- Goldene Eier
- Über Siporex / Der Wurm in der Seele / Das intime Problem

### CDs
- Ihr Lieben …
- Paßt bloß auf, ihr alten Heinis
- Tegtmeier
- Dat is vielleicht ein Dingen
- Wunderbar
- Stegreifgeschichten
- Also ährlich … – … Tegtmeier sacht, wie’t is!

## Actuaciones televisivas (selección)
Series
- 1958 : Stahlnetz – Das zwölfte Messer
- 1963-1965 : Hallo, Nachbarn
- 1966 : Geheimagent Adolf Tegtmeier
- 1966-1968 : Guten Abend – Töne, Takte und Theater
- 1969 : Jürgen von Manger als Zeuge der Geschichte
- 1969 : Auf gut deutsch gesagt
- 1970 : Mensch bleiben, sagt Tegtmeier
- 1972-1980 : Tegtmeiers Reisen
- 1981-1983 : Tegtmeier klärt auf
- 1984-1985 : Tegtmeier
- 1984-1986 : Zwischen Zwiebel und Zweifel

Telefilmes
- 1962 : Herr Tägtmeier erzählt
- 1963 : Der Schwiegermuttermörder
- 1963 : Die Fahrschulprüfung
- 1964 : Stell dich ein zum Stelldichein in Köln
- 1964 : Das Eheanbahnungsinstitut
- 1965 : Fernsehen – exclusiv
- 1965 : Blick zurück – doch nicht in Zorn
- 1965 : Programm ohne Sendung
- 1965-1966 : Adieu 1965 – Hello 1966
- 1967 : Hierzulande-Heutzutage: Ruhrparodisten
- 1968 : 13 x Makabres
- 1968 : Reisen in Deutschland
- 1968 : Der Nächste bitte!
- 1968 : Nachlese 68
- 1970 : Glücksspirale
- 1970 : Tegtmeiers Stückskes
- 1979 : Ääährlich – So ist das Leben
- 1981 : Jürgen von Manger – Also Ääährlich…
- 1982 : Zwei Tote im Sender und Don Carlos im PoGl
- 1982 : Schalkshow´82
- 1982 : Wenn die Fernsehbilder plastisch werden
- 1982 : Gestatten, Tegtmeier, vorne mit Adolf
- 1984 : Fortschritt der Technik – Rückschritt der Menschen
- 1984 : Frisch gewendet
- 1984 : Lieder und Worte zur Wende
- 1984 : Olympia-Rede
- 1984 : Frisch, frech, fröhlich-frei?
- 1984 : Tegtmeiers Trost
- 1985 : Mensch, Tegtmeier! – Rundgang auf der IFA Berlin
- 1993 : Zum 70. Geburtstag von Jürgen von Manger

## Radio
- 1954 : Bruno Gluchowski: Der Durchbruch, dirección de Eduard Hermann
- 1958 : Francis Durbridge: Paul Temple und der Fall Lawrence, dirección de Eduard Hermann
- 1960 : Richard Ose: Es geschah in …, episodio Doppelgänger, dirección de Heinz Dieter Köhler
- 1960 : Wolfgang Altendorf: Es geschah in ..., episodio Arm aber frei, dirección de Edward Rothe
- 1961 : Helmut Höfling: Der kleine Sandmann bin ich, episodio Ein Abenteuer von Kringel und Schlingel, den beiden Ferkelchen
- 1961 : Helmut Höfling: Der kleine Sandmann bin ich, episodio Die Maus mit dem Schirm
- 1961 : Herbert Ruland: In Nacht und Eis, dirección de Heinz Dieter Köhler
- 1961 : Rainer Puchert: Das Appartementhaus, dirección de Friedhelm Ortmann
- 1962 : Edward Gough: Die chinesische Schale, dirección de Heinz Dieter Köhler
- 1962 : Ernst Nebhut: Der Stundenhändler, dirección de Otto Kurth
- 1963 : Gerlind Reinshagen: Ramona oder Die Maschine, dirección de Otto Kurth
- 1963 : Helmut Höfling: Der kleine Sandmann bin ich, episodio Schlingel und Kringel retten sich durch eine List vor dem Wolf
- 1963 : Hans Schrammen: Et Rattegift, dirección de Heinz Dieter Köhler
- 1963 : Dieter Kühn: Die Klangprobe, dirección de Walter Knaus
- 1964 : Hans Schrammen: Die Wahlkomödie, dirección de Heinz Dieter Köhler
- 1965 : Hans Schrammen: Die gute Partie, dirección de Heinz Dieter Köhler
- 1966 : Hans Schrammen: Et Familienfest, dirección de Heinz Dieter Köhler
- 1969 : Hermann Moers: Il Mondo, dirección de Otto Düben
- 1969 : Miodrag Djurdjevic: Der Mann, der seine persönliche Meinung verloren hat, dirección de Peter Arthur Stiller
- 1971 : Helga M. Novak: Hammelsprung hinkt, Volksmund singt, Maulschelle klingelt nicht, dirección de Friedhelm Ortmann
- 1980 : J. R. R. Tolkien: El hobbit, dirección de Heinz Dieter Köhler
- 1983 : Dieter Hirschberg: Vielleicht später, dirección de Heinz Wilhelm Schwarz

## Libros
- Bleibense Mensch. Träume, Reden und Gerede des Adolf Tegtmeier. Con dibujos de Hanns Erich Köhler y epílogo de Heinrich Lützeler. Piper, Múnich 1966. ISBN 978-3-922750-74-1
- Der Abschied und andere Stückskes aus dem Nachlass. Editado por Joachim Wittkowski. Con dibujos de Michael Hüter. Henselowsky Boschmann, Bottrop 2013, ISBN 978-3-942094-37-5